# Битка при Панкалия
Битката при Панкалия се състои на 24 март 979 г. между византийската войска на византийския император Василий II против въстаналия генерал Варда Склир. Тя се състои западно от Цезареа (днес Кайсери) в тема Харсианон в Кападокия.
В изненадваща атака войската на императора под командването на Варда Фока Млади и подсилена от грузинската кавалерия с командир Торникий погромява въстаналия. Склир е ранен в двубой от Фока, успява обаче да се оттегли на мюсюлманска територия. Въстанието след това е прекратено.